# Hueva de abadejo

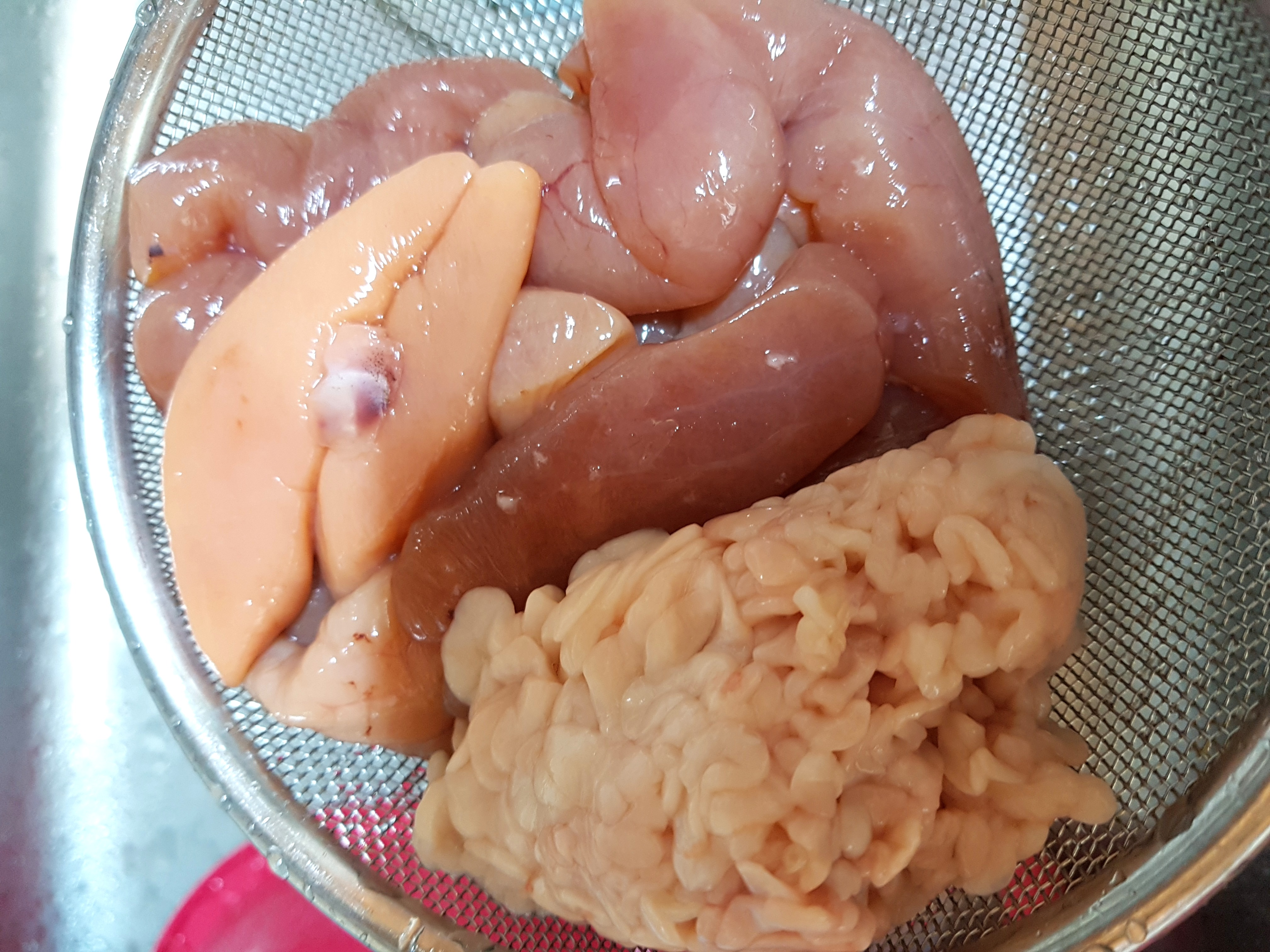
Hígado, hueva y lecha de abadejo de Alaska

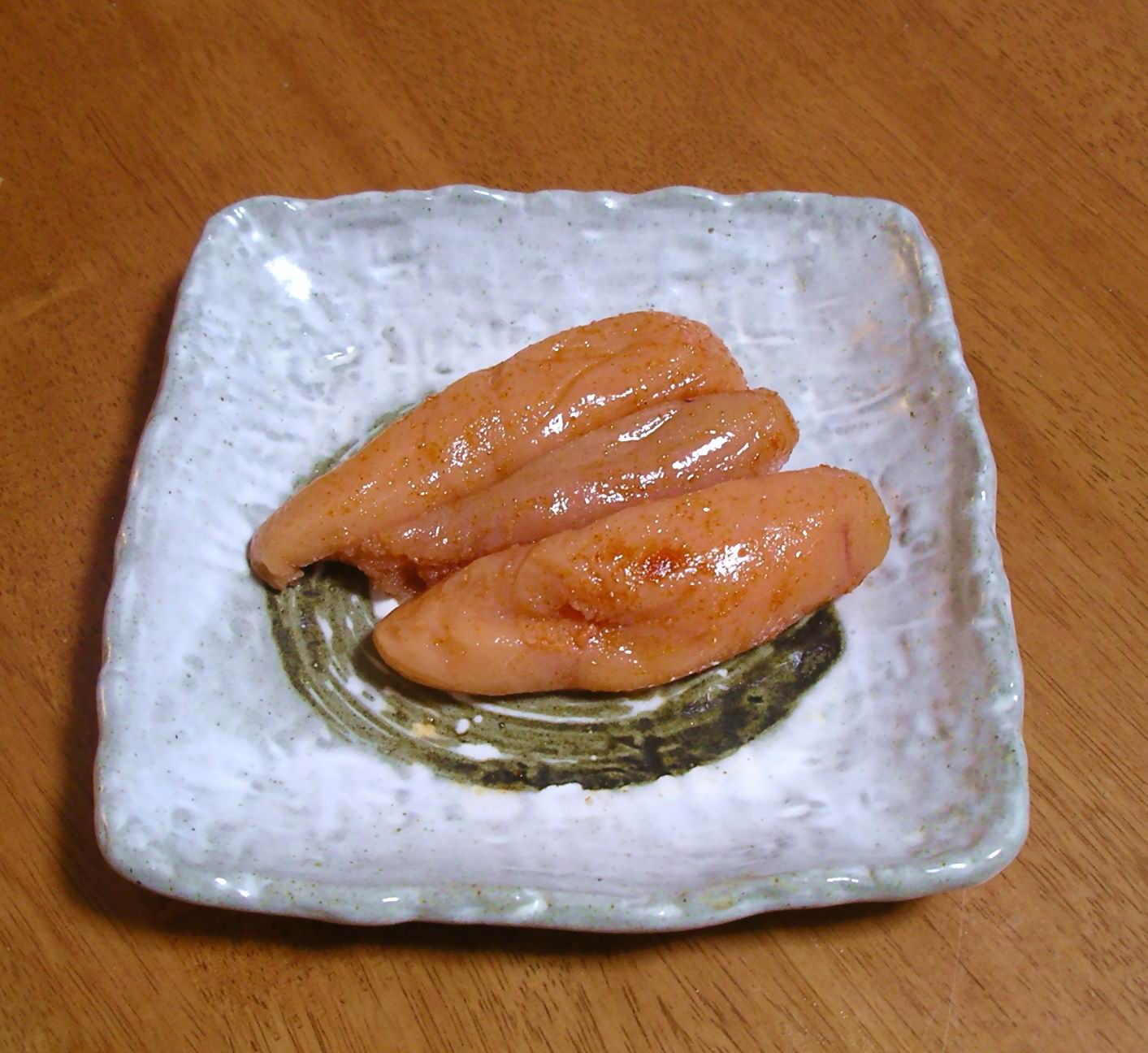
Mentaiko.

La hueva de abadejo es la hueva del abadejo de Alaska. La hueva marinada es un ingrediente frecuente en la cocina japonesa y la cocina coreana. En Japón se le llama tarako (鱈子) o mentaiko (明太子), y en Corea myeongnan jeot (명란젓) .

## Japón
El mentaiko se elabora en diversos sabores y colores, y está disponible en los principales aeropuertos y estaciones de tren. Suele comerse con onigiri, pero también puede disfrutarse solo, acompañado de sake. Una variedad especial es el mentaiko especiado (辛子明太子 karashi mentaiko?, literalmente "mentaiko con mostaza"). Es un producto originario del Hakata, Fukuoka.